# Santo & Johnny
Santo & Johnny is een Amerikaanse gitaarduo, dat eind jaren 1950 bekend werd met het instrumentale stuk Sleep Walk.

## Geschiedenis
Santo Farina (geboren 24 oktober 1937) is de broer van Johnny Farina (geboren 30 april 1941), die beiden werden geboren in Brooklyn (New York). Op instigatie van zijn vader leerde Santo op 9-jarige leeftijd de steelgitaar spelen en na twee jaar beheerste hij het instrument zo goed dat hij ermee kon spelen. Hij kreeg les van een gitaarleraar en op 14-jarige leeftijd vormde hij een instrumentaal trio met een andere gitarist en een drummer. Ze speelden ook Santo Farina's eigen composities op feesten en dansevenementen.
Toen Johnny Farina oud en goed genoeg was om op te treden - Santo had hem elektrische gitaar leren spelen - vormde hij een instrumentaal duo met zijn broer. De Farina Brothers maakten naam in New York in de jaren 1950 en namen uiteindelijk enkele demo's op, die hen ook hielpen bij het vinden van een platenmaatschappij. Hun eerste publicatie was het instrumentale Sleep Walk, die de twee hadden gecomponeerd met de hulp van moeder en zus Ann. De melodie werd zo goed ontvangen, dat de single alleen al in de Verenigde Staten meer dan een miljoen keer werd verkocht en een van de weinige instrumentals uit het rocktijdperk werd, die #1 in de Amerikaanse Billboard-hitlijsten bereikte. De twee Farina's werden ook in één klap internationaal bekend en veroverden de hitlijsten en radiostations in Europa, Mexico en Australië.
Met de direct daarop volgende single Teardrop, eveneens een familiesamenstelling, konden ze ook doorstoten naar hogere hitparade-regio's. Andere singles, zoals hun versie van de jazzklassieker Caravan (Duke Ellington) of een Jingle Bells-variant, waren tot 1961 succesvol. Daarna werd het wat rustiger rondom hen. Hun populariteit steeg weer in het midden van de jaren 1960 toen ze in 1964 hun laatste Amerikaanse singlehit in de hitparade hadden met hun versie van de hit In the Still of the Night (I’ll Remember) uit 1956 van de Five Satins. Santo & Johnny trokken ook de aandacht met een album met instrumentale versies van The Beatles-liedjes. Ze waren echter al succesvoller in het buitenland dan in de Verenigde Staten. Hun versie van And I Love Her was een #1-hit in Mexico.
In de daaropvolgende jaren reisden ze de wereld rond, vooral in Europa, waar hun succes werd voortgezet. Italië werd uiteindelijk een tweede thuis en na het einde van hun Amerikaanse label Imperial Records eind jaren 1960 brachten ze voornamelijk uit bij Italiaanse labels. Ze kregen daar hun eigen televisieshow en in 1973 hadden ze een #1-hit in Italië met hun versie van de filmmelodie van The Godfather, die ook goud werd. Na 16 jaar en meer dan 40 albums samen, beëindigden de twee broers hun samenwerking in 1976. Santo Farina ging enige tijd door als soloartiest, maar heeft zich sindsdien teruggetrokken uit de muziekbusiness. Johnny blijft optreden met de muziek uit hun tijd samen in de Verenigde Staten.

## Sleep Walk
Sleep Walk is een klassieker onder de instrumentals en maakte ook deel uit van het repertoire van The Shadows, The Ventures en The Chantays. In 1981 namen Larry Carlton en de 9-jarige zangeres Nikka Costa twee eigen versies op en scoorden daarmee een Amerikaanse hit. Vier jaar later was het in de film Porky's Revenge! gehoord in een versie van Jeff Beck. In 1992 nam Santo Farina het stuk opnieuw op voor de soundtrack van de film Sleepwalkers, naast tal van andere film- en televisietoepassingen. In 1998 nam Brian Setzer, die het nummer al had opgenomen met zijn Stray Cats, Sleep Walk op in een rock/bigband-versie met The Brian Setzer Orchestra en kreeg er een Grammy Award voor.
Santo & Johnny's Sleep Walk inspireerde Fleetwood Mac-oprichter Peter Green om zijn instrumentale Albatross in 1968 te schrijven, die een wereldwijde hit werd, die op zijn beurt de Beatles inspireerde om hun nummer Sun King (Abbey Road) te schrijven. In 1999 werd Santo & Johnnys Sleep Walk erkend door GEMA's Amerikaanse equivalent, Broadcast Music Incorporated, omdat het meer dan twee miljoen keer op Amerikaanse radiostations werd gespeeld.

## Discografie

### Albums
- 1959: Santo & Johnny
- 1960: Encore (auch als Sleep Walk veröffentlicht)
- 1961: Hawaii
- 1962: Come On In
- 1962: Around the World … With Santo & Johnny
- 1964: In the Still of the Night
- 1964: Santo & Johnny Wish You Love
- 1964: The Beatles Greatest Hits Played by Santo & Johnny
- 1965: Mucho
- ????: On the Road Again
- 1967: Brilliant Guitar Sounds